# Boz (album)
| Recensione | Giudizio |
| ---------- | -------- |
| AllMusic   | [ 1 ]    |

Boz è il primo album discografico di Boz Scaggs (in questo disco a nome William R. Scaggs), pubblicato dalla casa discografica Polydor Records nel 1965 (alcune fonti riportano come data di pubblicazione il gennaio 1966).
Dopo aver abbandonato gli studi universitari nel gennaio del 1965, Boz si trasferisce momentaneamente in Europa dove canta e suona nelle strade.
A Stoccolma cattura l'attenzione del produttore Silas Bäckström che gli propone una registrazione in studio delle canzoni che esegue abitualmente in giro, la sua esecuzioni di tale repertorio è testimoniata in quest'album.
La lista tracce e gli autori dei brani è come quella riportata nell'edizione originale anche se contiene molte inesattezze, a cominciare dall'ordine dei brani che risulta non coincidente all'ascolto degli stessi (ad esempio il brano How Long si troverebbe nella traccia 4 del lato B ed il brano Let the Good Times Roll nella traccia 3 sempre del lato B), inoltre gli autori dei brani riportati nelle note su vinile risultano quasi completamente inattendibili.
L'album a nome William R. Scaggs, fu stampato (e pubblicato solo in Svezia) in sole 300 copie e fu presto dimenticato (persino in molte discografie dedicate al musicista).

## Tracce
Lato A
1. Steamboat – 2:10 (Jerry Leiber, Mike Stoller)
2. Baby, Left Me Follow You Down – 2:19 (Eric Von Schmidt)
3. Girl from the North Country – 3:33 (Bob Dylan)
4. You're so Fine – 2:07 (Le Vang)
5. Got You on My Mind – 2:57 (Joe Thomas, Howard Briggs)
6. That's Allright – 2:07 (Allan Lumats)

Lato B
1. Hey Baby – 2:30 (Bruce Chanel)
2. Gangster of Love – 2:19 (Johnny "Guitar" Watson)
3. How Long – 2:16 (Tradizionale; arrangiamento di William R. Scaggs (Boz Scaggs))
4. Let the Good Times Roll – 2:17 (Ray Charles, Louis Jordan)
5. Stormy Monday Blues – 3:38 (Aaron Thibadeaux, T-Bone Walker)
6. C.C. Rider – 2:22 (Tradizionale; arrangiamento di William R. Scaggs (Boz Scaggs))

- Brano Steamboat generalmente accreditato a Buddy Lucas
- Brano Baby Left Me Follow You Down generalmente accreditato a Gary Davis
- Brano You're so Fine generalmente accreditato a Lance Finnie e Willie Schofield
- Brano Got You on My Mind accreditato a Joe Thomas e Howard Biggs
- Brano That's Allright generalmente accreditato a Arthur Crudup
- Brano Hey Baby generalmente accreditato a Bruce Channel e Margaret Cobb
- Brano Let the Good Times Roll generalmente accreditato a Sam Theard e Fleecie Moore Jordan

## Musicisti
- Boz Scaggs - chitarra, voce

Note aggiuntive
- Silas Bäckström - produttore
- Lennart Saletti - artwork
- Peter Knopp - fotografia[2]